# N448 (België)
De N448 is een gewestweg in België tussen Zelzate (N436) en Lembeke (N456).
De weg heeft een lengte van ongeveer 11 kilometer. De gehele weg bestaat uit twee rijstroken voor beide rijrichtingen samen.

## Plaatsen langs de N448
- Ertvelde
- Oosteeklo
- Lembeke

## N448a
De N448a is de rechttrekking tussen 2 ronde punten te Oosteeklo waar de N448 door het centrum loopt.
Hij werd aangelegd om het dorp te ontlasten. 
De weg beschikt over vrijliggende fietspaden en is officieel 1.231 meter lang.